# Patricia Chaves
Patricia Chaves là một Cán bộ Phát triển Bền vững Cao cấp và là Trưởng nhóm Đối tác tại Bộ phận Phát triển Bền vững của Liên Hợp Quốc.
Là một nhân viên phục vụ nước ngoài của chính phủ Costa Rica từ năm 1994, bà là Cố vấn trưởng của Phái bộ Costa Rica tại Liên Hợp Quốc từ 1994 đến 1998 và từ 2000 đến 2003. Trong khả năng đó, bà là nhà đàm phán chính cho Costa Rica trong các cuộc họp liên quan đến môi trường, tài chính, rừng, kinh tế vĩ mô và phát triển bền vững. Trong năm 1996, khi Costa Rica chủ trì Nhóm 77 (G77) và Trung Quốc, bà là nhà đàm phán cấp cao của nhóm đó về các vấn đề kinh tế và môi trường. Năm 2002, cô là nhà đàm phán hàng đầu của Costa Rica tại Hội nghị thượng đỉnh thế giới về phát triển bền vững. Trong năm 1999, cô là đồng Giám đốc của Sáng kiến Rừng ở Costa Rica-Canada.
Cô có bằng thạc sĩ về Chính phủ, tập trung vào Chính sách kinh tế của Đại học Lehigh.